# Hungry Shark World
Hungry Shark World es un videojuego desarrollado por Future Games of London FGOL (estudio propiedad de Ubisoft) y distribuido por Ubisoft, fue lanzado inicialmente el 5 de mayo de 2016 para Android y iOS simultáneamente. Es la secuela directa de Hungry Shark Evolution. Fue estrenado en PlayStation 4, Xbox One y Nintendo Switch el 17 de julio de 2018.
El juego llegó a las 10 millones de descargas en su primera semana en las tiendas digitales.

## Jugabilidad
Como en las anteriores entregas de la saga, el jugador controla a un tiburón hambriento que debe alimentarse constantemente para que su salud no se reduzca a cero. Los controles de movimiento incluyen un turbo para moverse a más velocidad hasta agotar su barra de aguante. Algunas estructuras (como piedras o barras metálicas) son capaces de romperse si se utiliza el turbo con un tiburón del tamaño adecuado. Además, los tiburones genéticos tienen habilidades como por ejemplo: conseguir un aumento de velocidad, turbo y dientes, lanzar gas radioactivo a los enemigos, convertir en zombi a los enemigos, etc.

### Características
Esta parte de la saga contiene nuevas características que Hungry Shark Evolution no incluía, como mejores gráficos en 3D, más variedad de tiburones jugables y la posibilidad de personalizarlos con objetos que dan bonificaciones, y la inclusión de "mascotas", pequeños seres que acompañan al tiburón y dan bonificaciones.
En celebración por su 8.° aniversario, junto con una actualización los jugadores recibieron a la mascota Chris totalmente gratis, la cual es una versión reducida del Hungry Shark original.

## Tiburones jugables
El juego cuenta con 30 especies de tiburones diferentes clasificados en 7 tipos de tamaños diferentes.

### Tiburones de tamañoXS
- Tiburón punta negra

### Tiburones de tamañoS
- Tiburón punta blanca
- Cailón
- Tiburón azul
- Púas (Estetacanto)

### Tiburones de tamañoM
- Tiburón de arena
- Tiburón zorro
- Tiburón martillo liso
- Heidi (Wobbegong)

### Tiburones de tamañoL
- Tiburón lamia
- Tiburón duende
- Marrajo
- Eco (Ictosaurio)

### Tiburones de tamañoXL
- Boquiancho
- Tiburón martillo
- Tiburón tigre
- Drago (Pilosaurio)

### Tiburones de tamañoXXL
- Tiburón peregrino
- Tiburón ballena
- Tiburón blanco
- El cardumen de 9 tiburones

### Tiburones de tamaño!!
- Megalodón
- Mamá Tiburón (Dunkleosteus)
- Ballena asesina
- Tiburón Atómico
- Tiburón Zombi
- Tibusierra (Helicoprion)
- Sr. Mordiscos (Mosasaurus)
- Robotiburón
- Tibrujón
- Gaia

### Tiburones Genéticos
- Megalodón ancestral
- Tiburón Zombi Alfa
- Tiburón de Fusión
- Mecha Sharkjira
- Shin Sharkjira
- Alan Cósmico
- Tiburón abisal

## Mascotas
A continuación se muestra la lista de mascotas:
- Dave
- Snuffy
- Max
- Cecil
- Félix
- Anna
- Connie
- Kraken
- Logan
- Chris (2D)
- Chip
- Will
- Phil
- Archie
- Súper Steve
- Eamonn
- Nautilina